# Unite Against Fascism
Unite Against Fascism är en antifascistisk  påtryckargrupp i Storbritannien, grundad 2003 som en reaktion på British National Partys valframgångar. UAF har stöd av parlamentariker från alla de etablerade partierna i det brittiska parlamentet, däribland den konservativa  före detta premiärministern David Cameron. Gruppen beskriver sig själva som en nationell kampanj, med målsättning att synliggöra det fascistiska och högerextrema hotet inom det brittiska samhället.
Sedan 2012 är Doreen Lawrence hedersordförande för UAF, sekreterare är Yyman Bennet från Anti-Nazi League och Sabby Dhalu, tidigare National Assembly Against Racism.
Unite Against Fascism grundades 2003 av National Assembly Against Racism, Trade Union Congress (TUC) och andra ledande fackföreningar i Storbritannien såsom Transport and General Workers' Union (T&G) (nu heter facket Unite) och UNISON.